# 國家圖書館
国家图书馆是指由国家建立的图书馆。与公共图书馆不同，国家图书馆一般不允许公民借阅館藏书籍實體，但是可提供複製形式資料如數位書籍閱覽。通常，国家图书馆收藏大量本国稀有的、贵重的、或具有重大意义的著作與出版品。有些國家圖書館具有更廣泛的定義，較少強調存儲庫特徵。
與同一國家的其他圖書館相比，國家圖書館的規模通常是顯著的。一些希望維護特定文化的未獨立地區，也會建立這種圖書館以達成其特有機制，例如出版品的法定送存。
許多國家圖書館與國際圖書館協會聯合會（IFLA）的國家圖書館部門合作，討論他們的共通任務、制訂和推動共通標準、開展有助於達成任務的計畫。歐洲的國家圖書館會參加歐洲圖書館，這是歐洲國家圖書館員大會（CENL）的一項服務。

## 圖片集

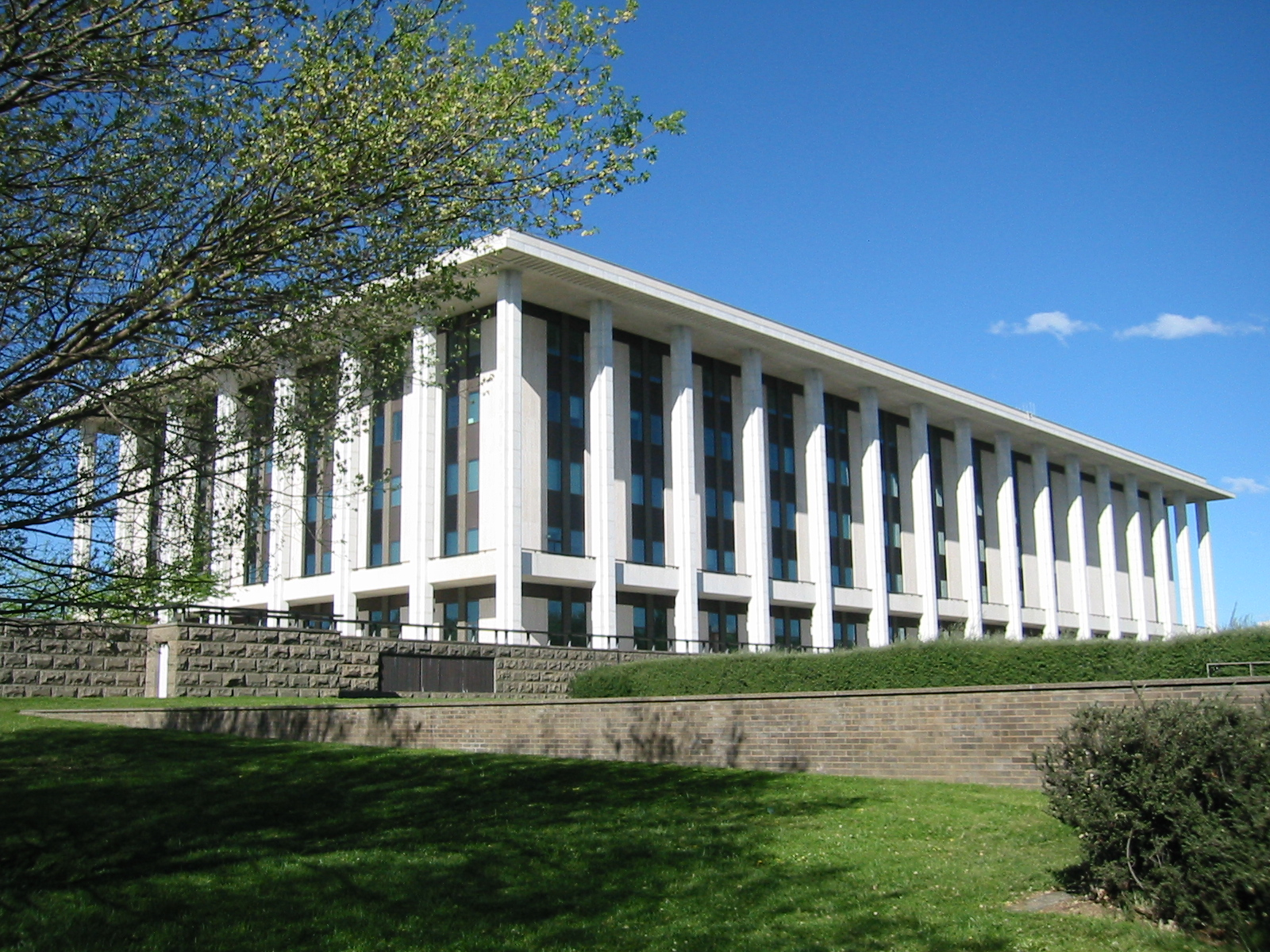
國立圖書館（ ）
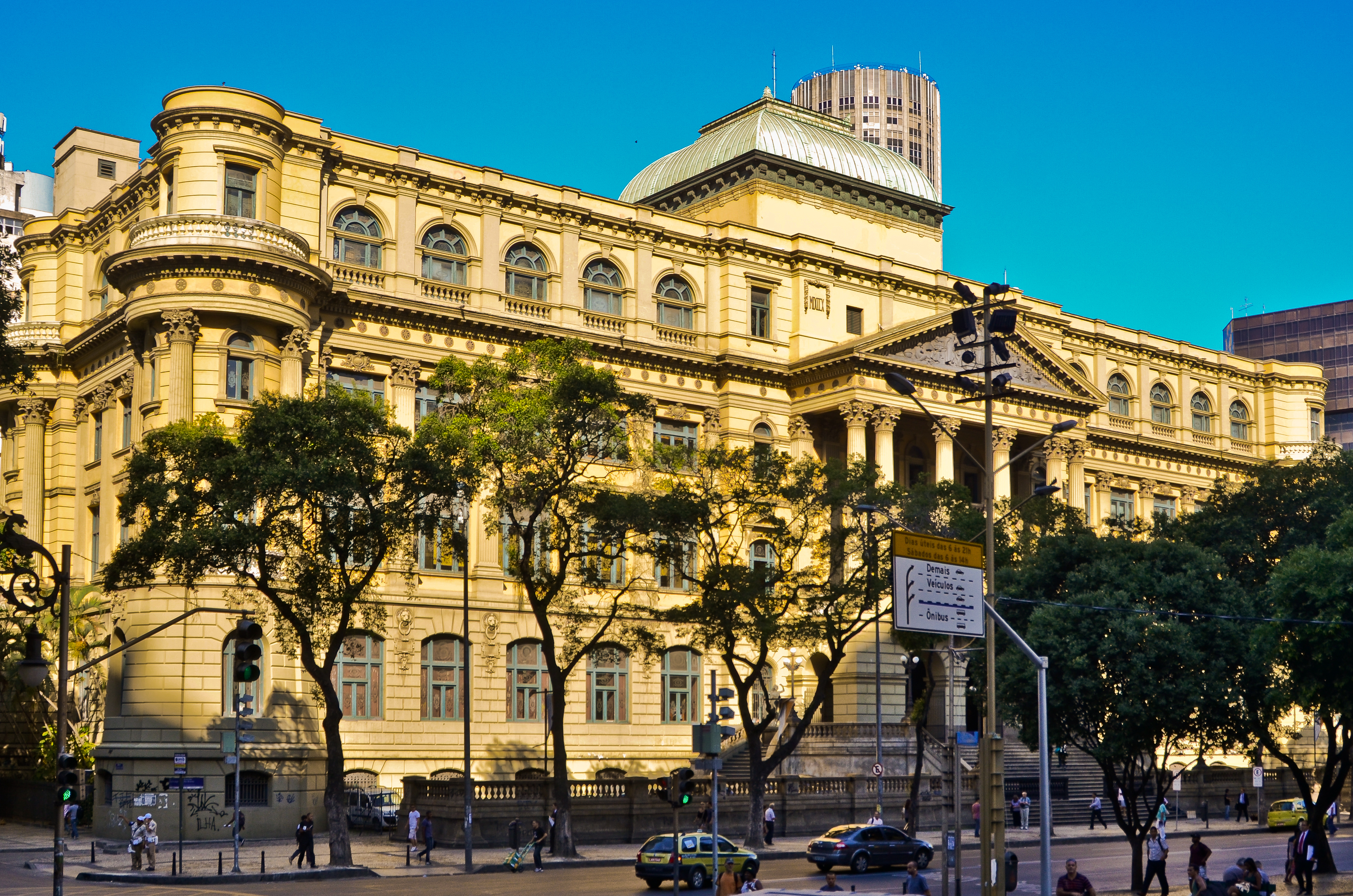
國家圖書館（ 巴西）
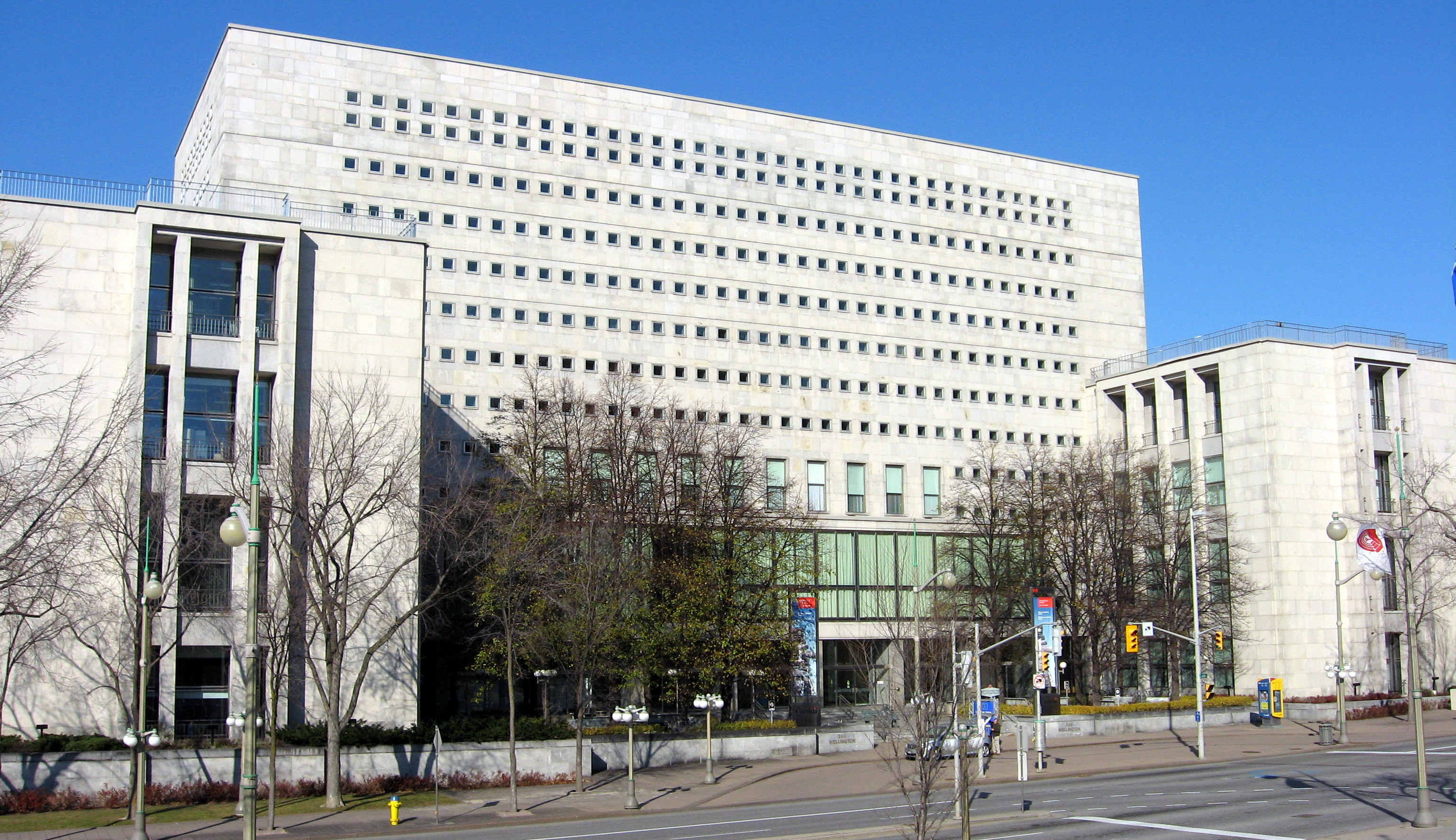
國家圖書館暨檔案館（ 加拿大）
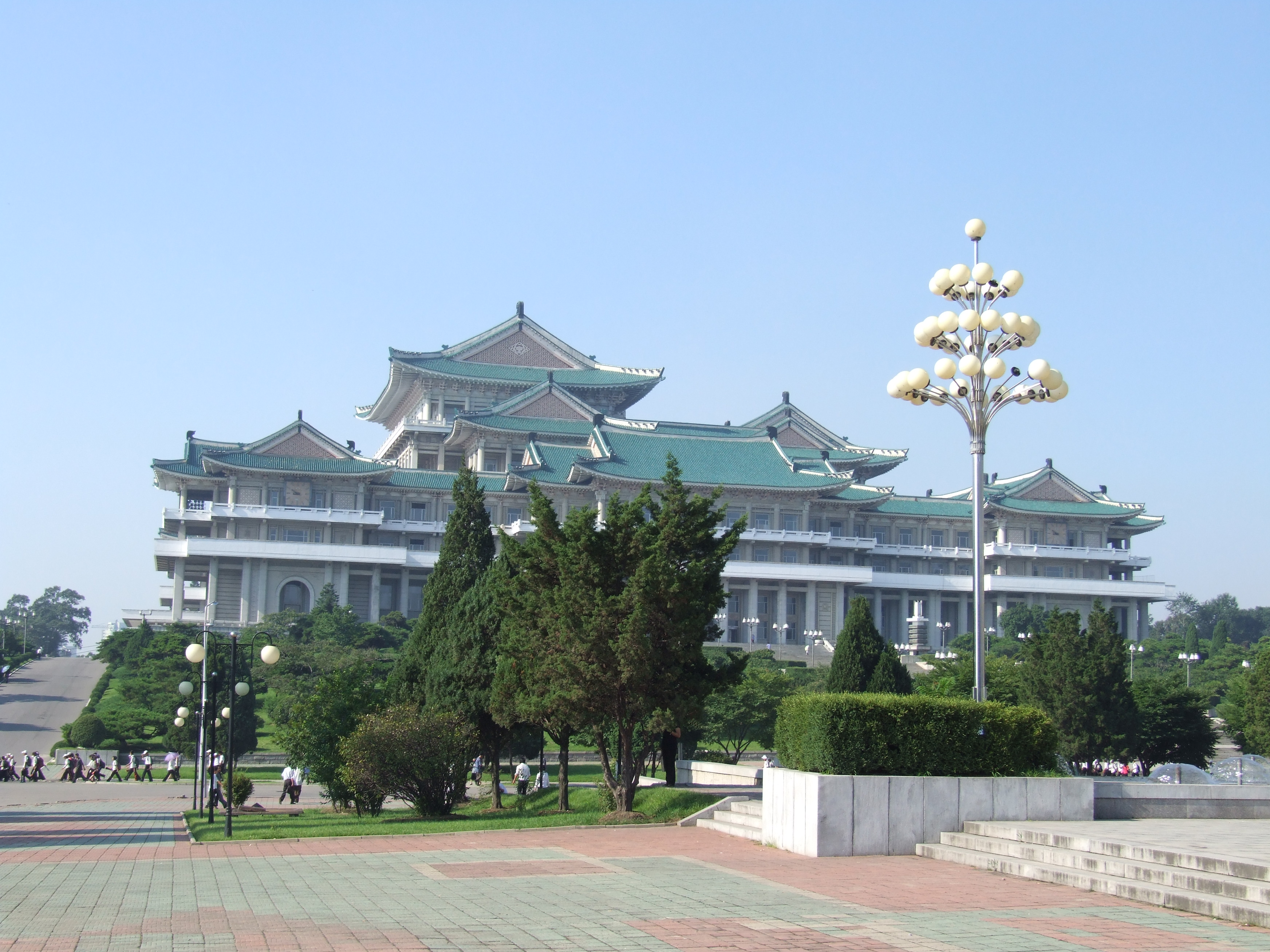
人民大學習堂（ 朝鮮民主主義人民共和國）
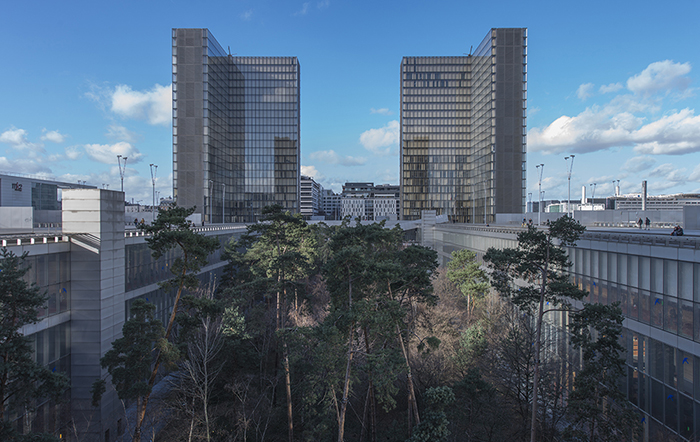
國家圖書館（ 法國）
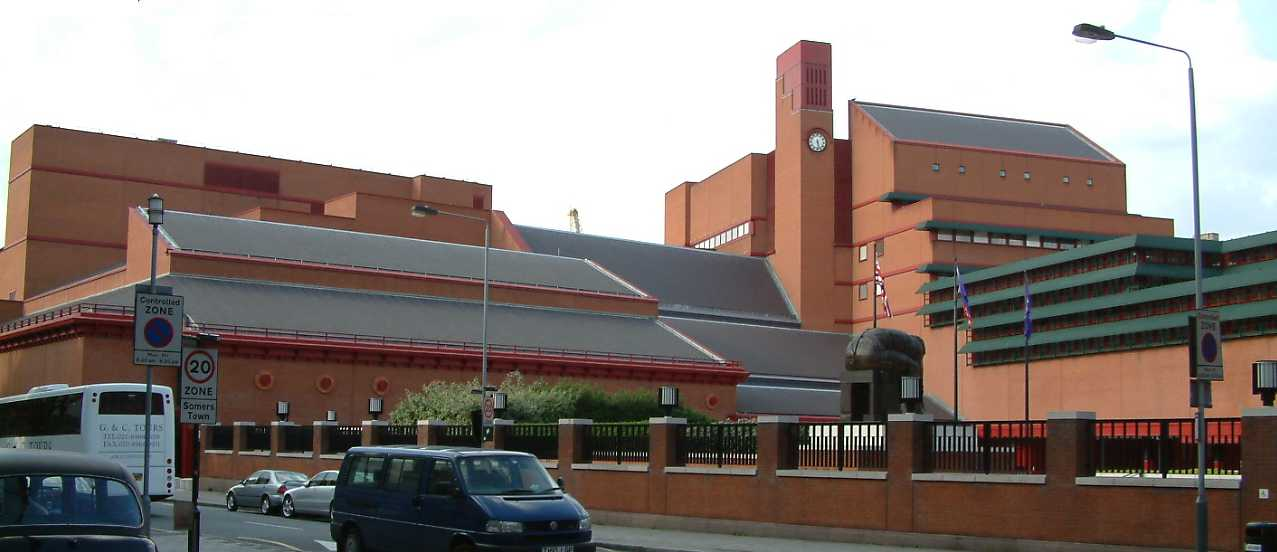
大英圖書館（ 英国）
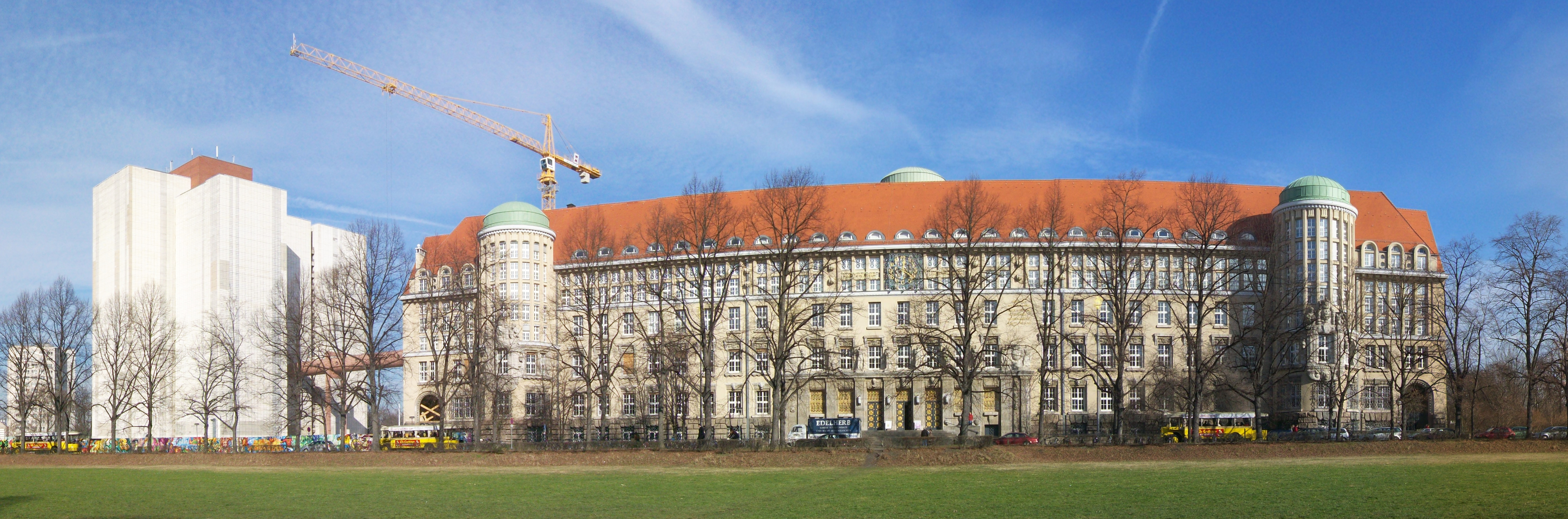
國家圖書館（ 德国）
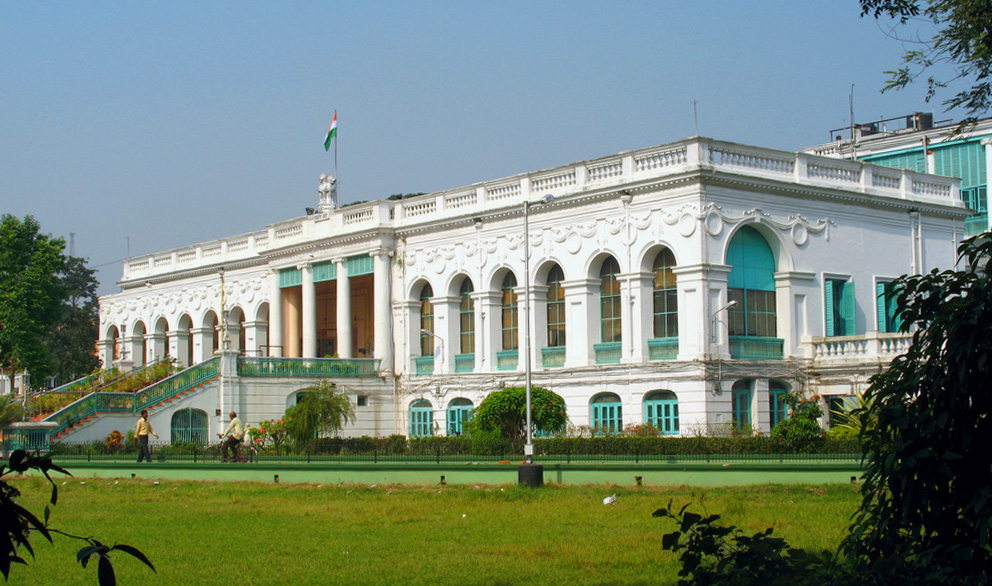
国家图书馆（ 印度）
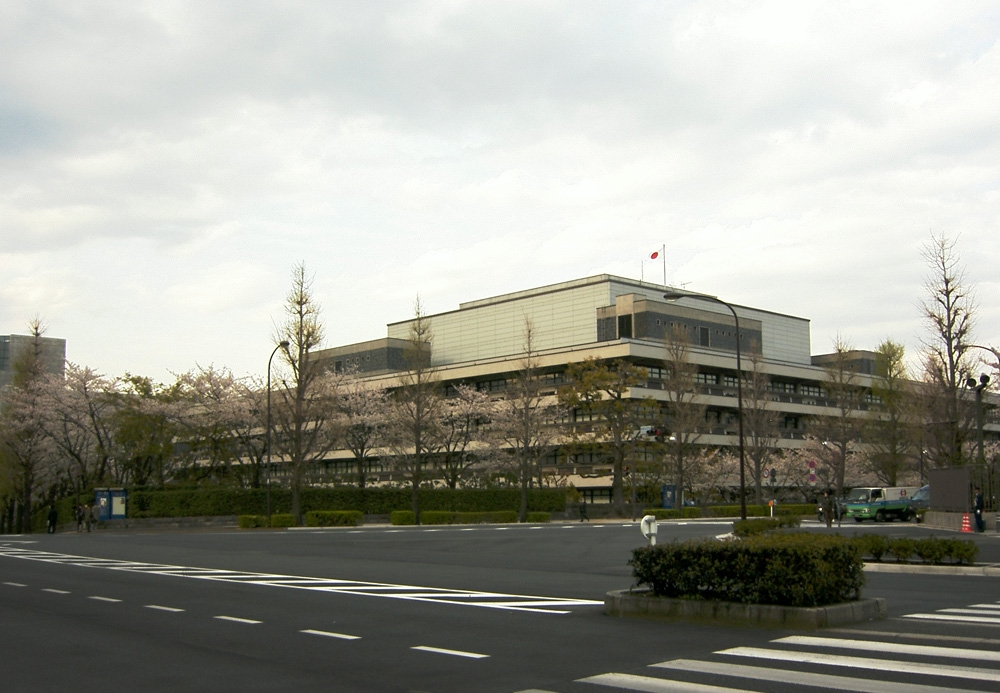
國立國會圖書館（ 日本）
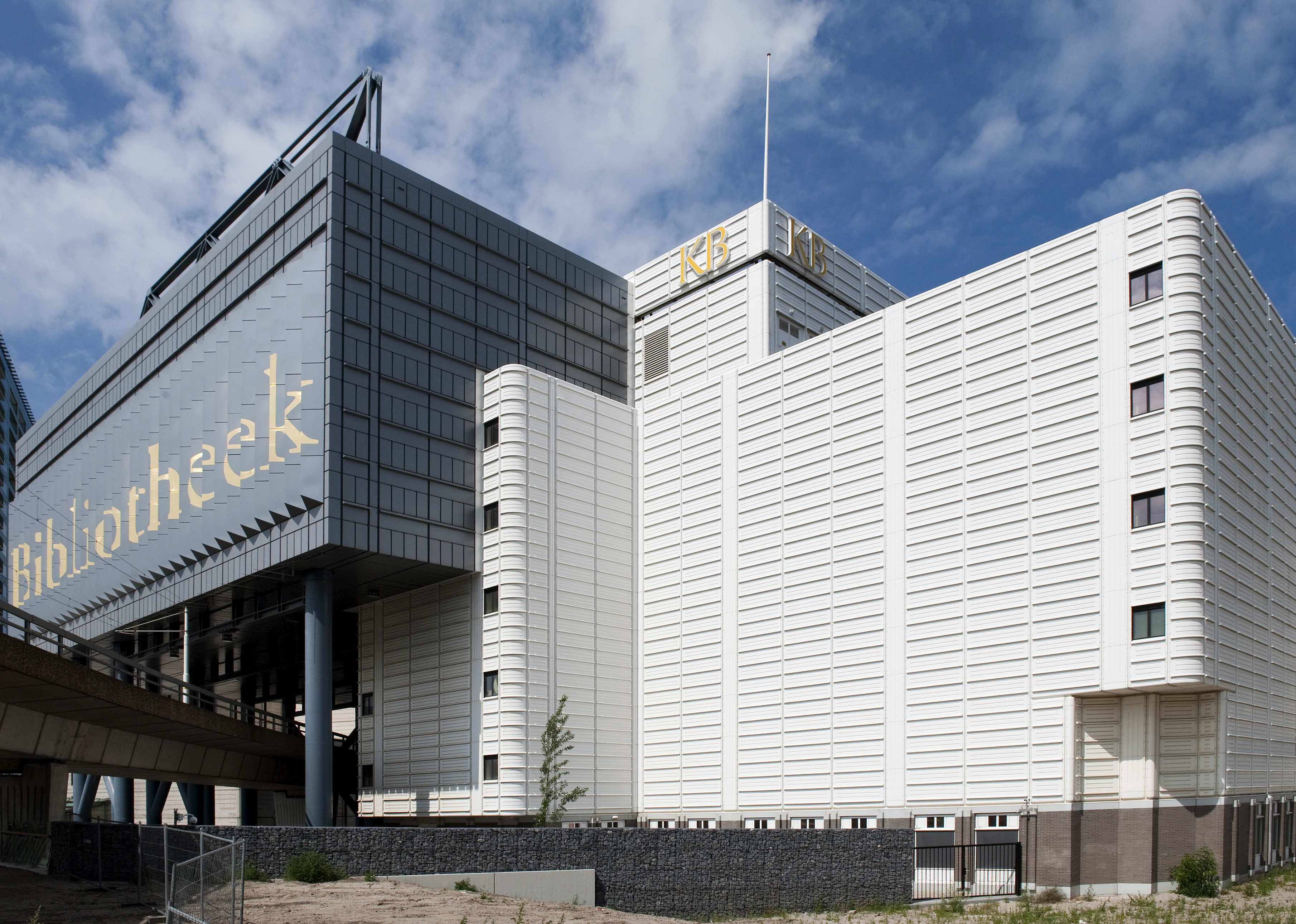
皇家圖書館（ 荷蘭）
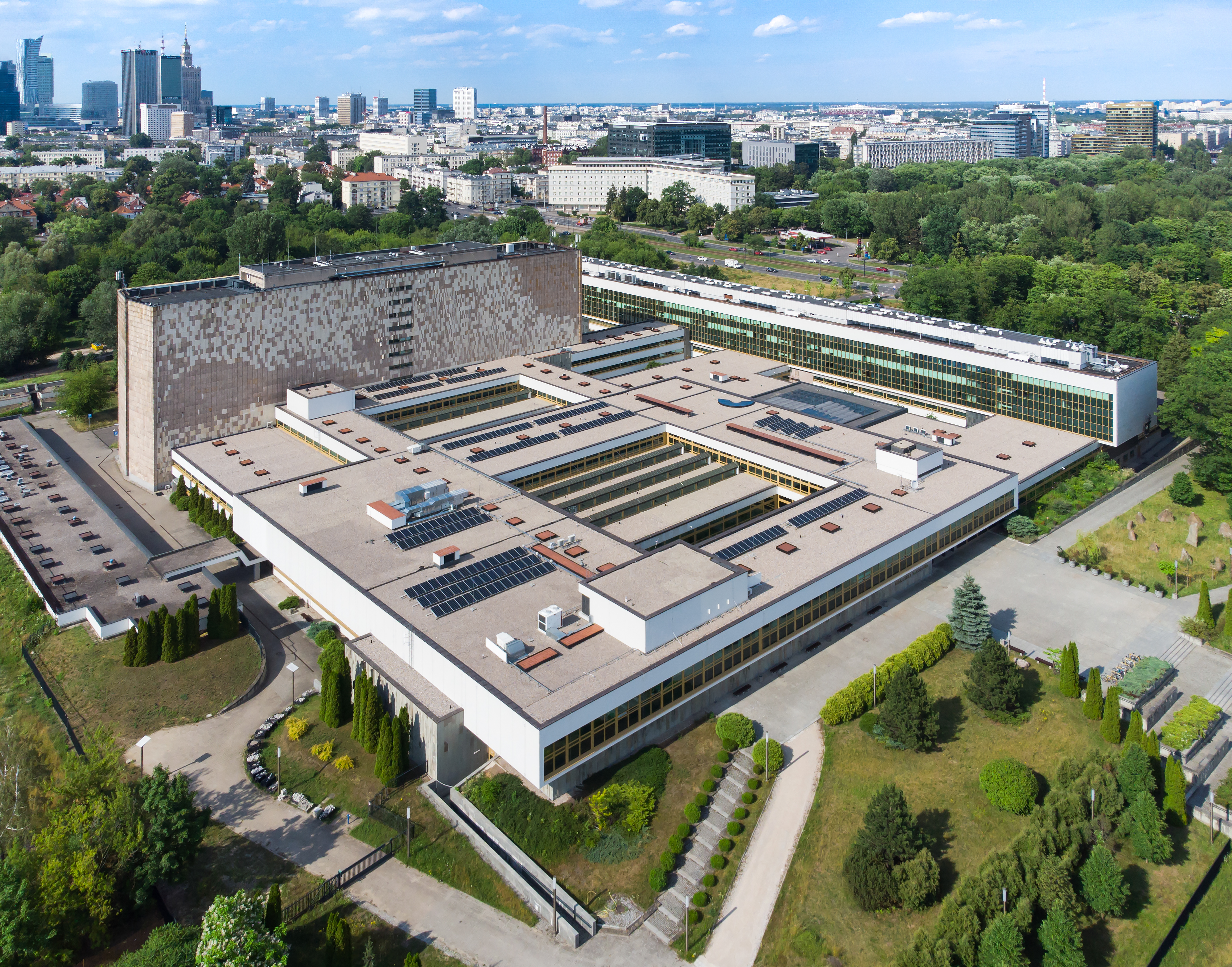
國家圖書館（ 波蘭）
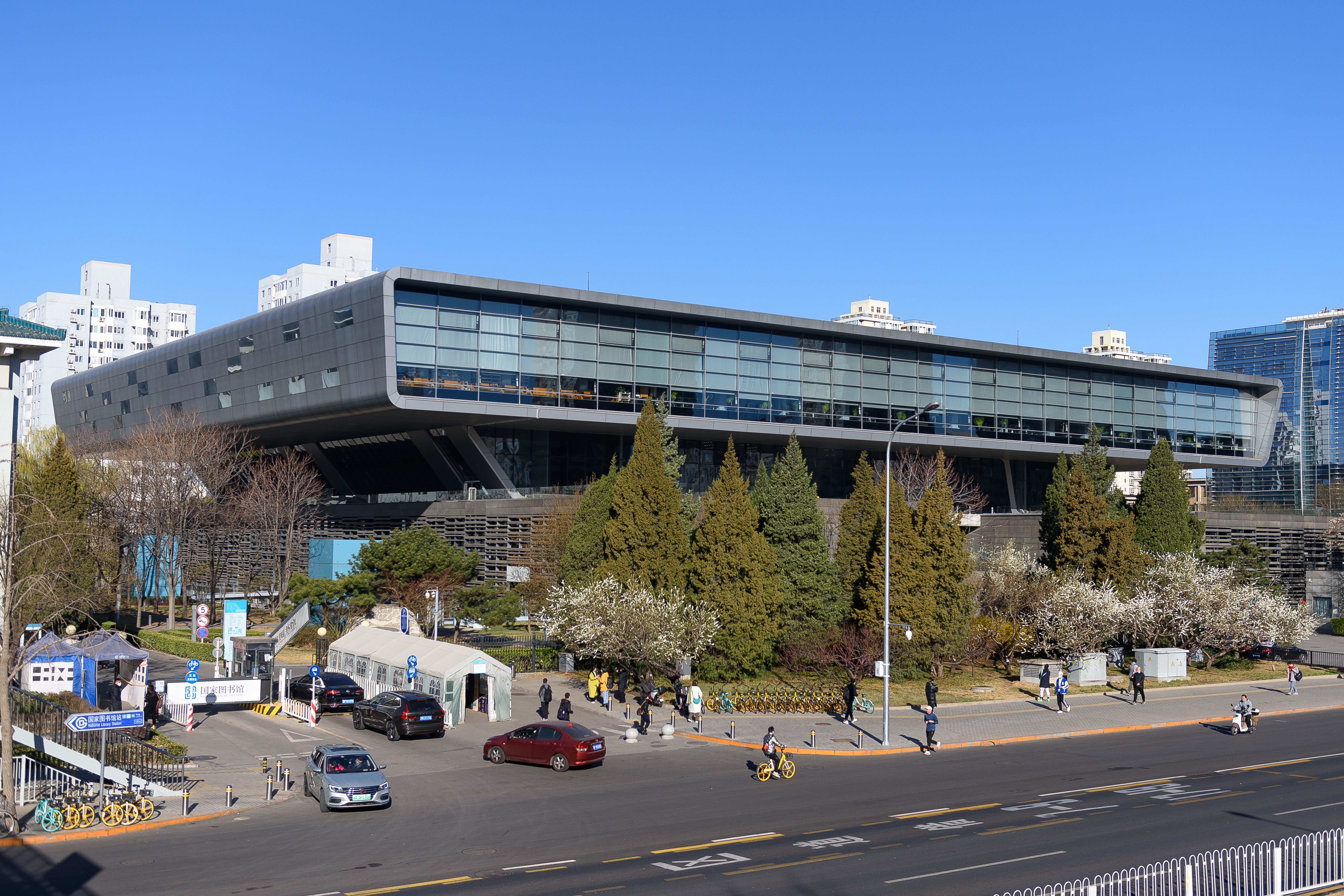
國家圖書館（ 中华人民共和国）
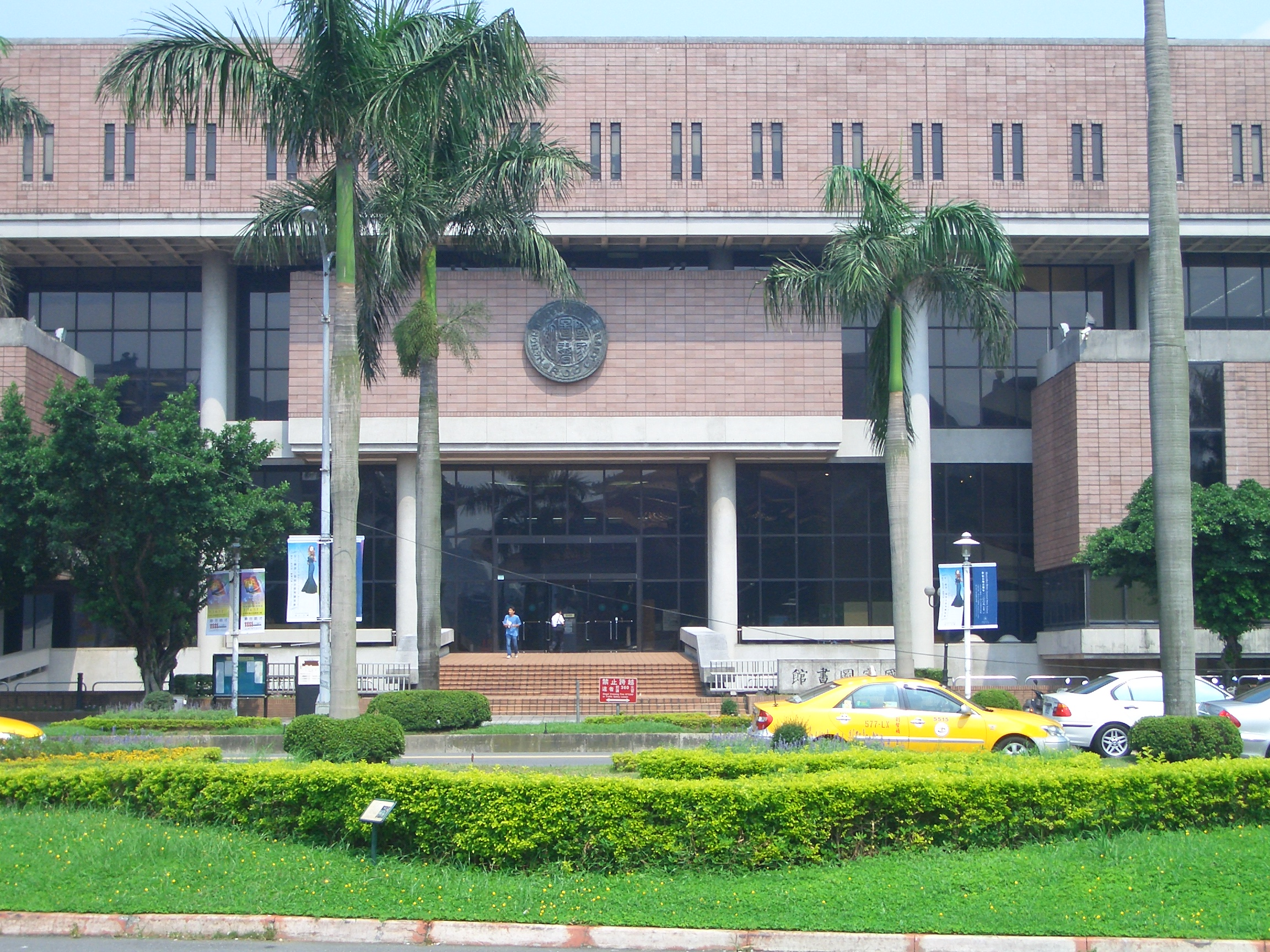
國家圖書館（ 中華民國）
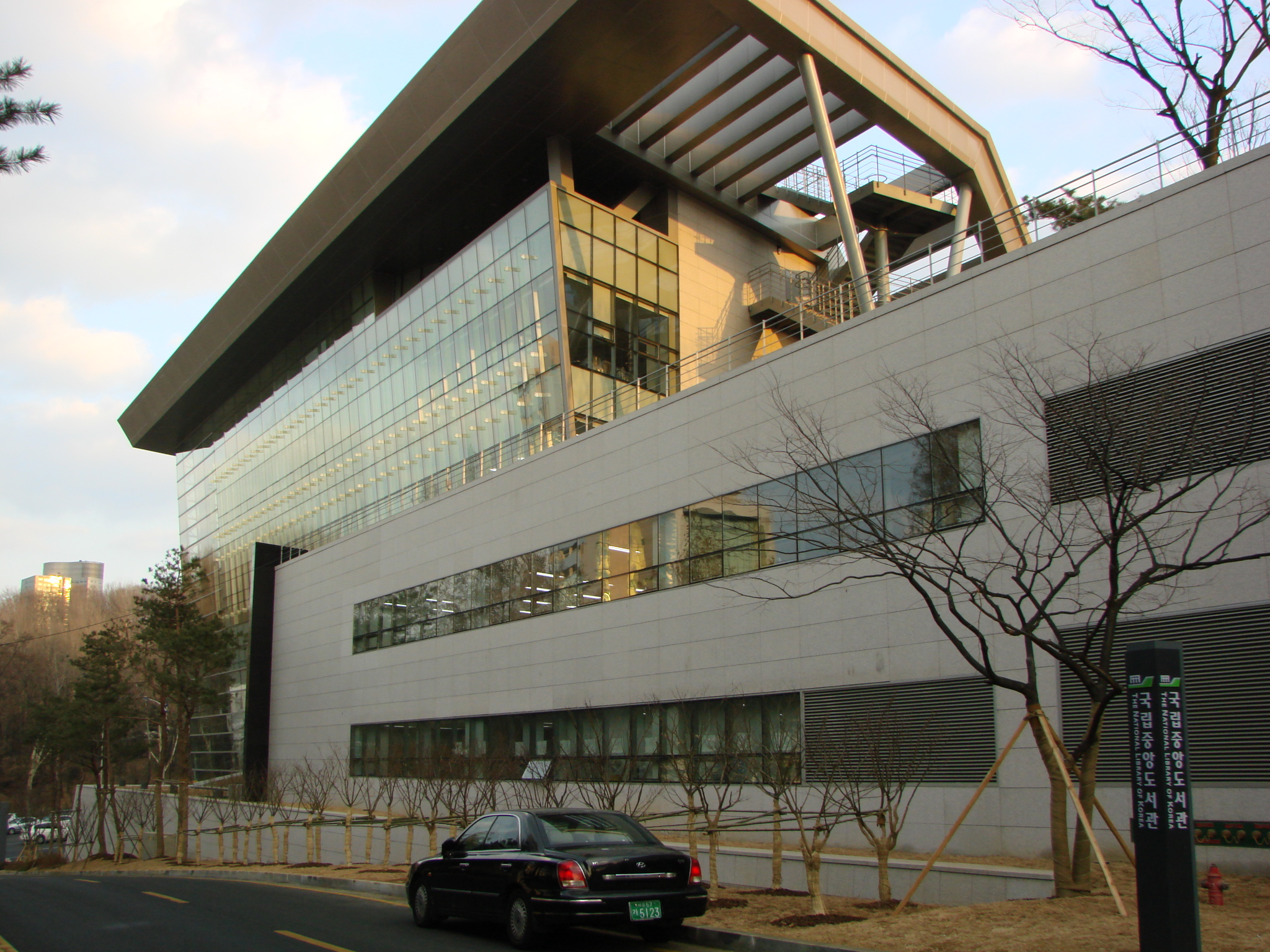
國立中央圖書館（ 大韓民國）
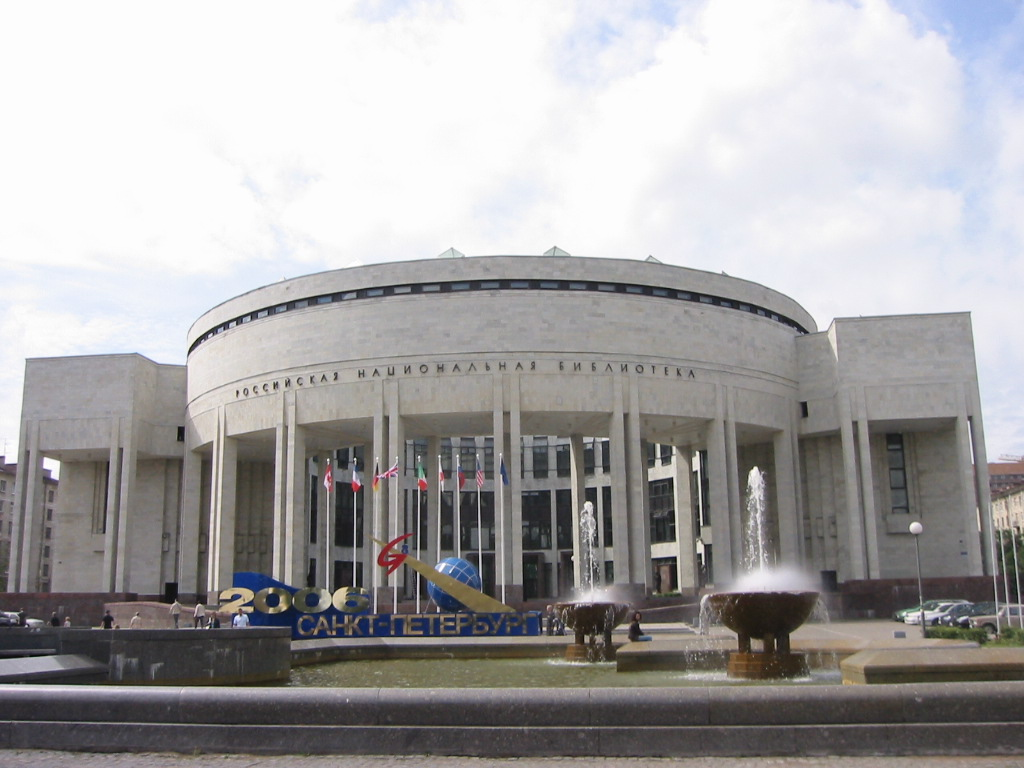
國家圖書館（ 俄羅斯）
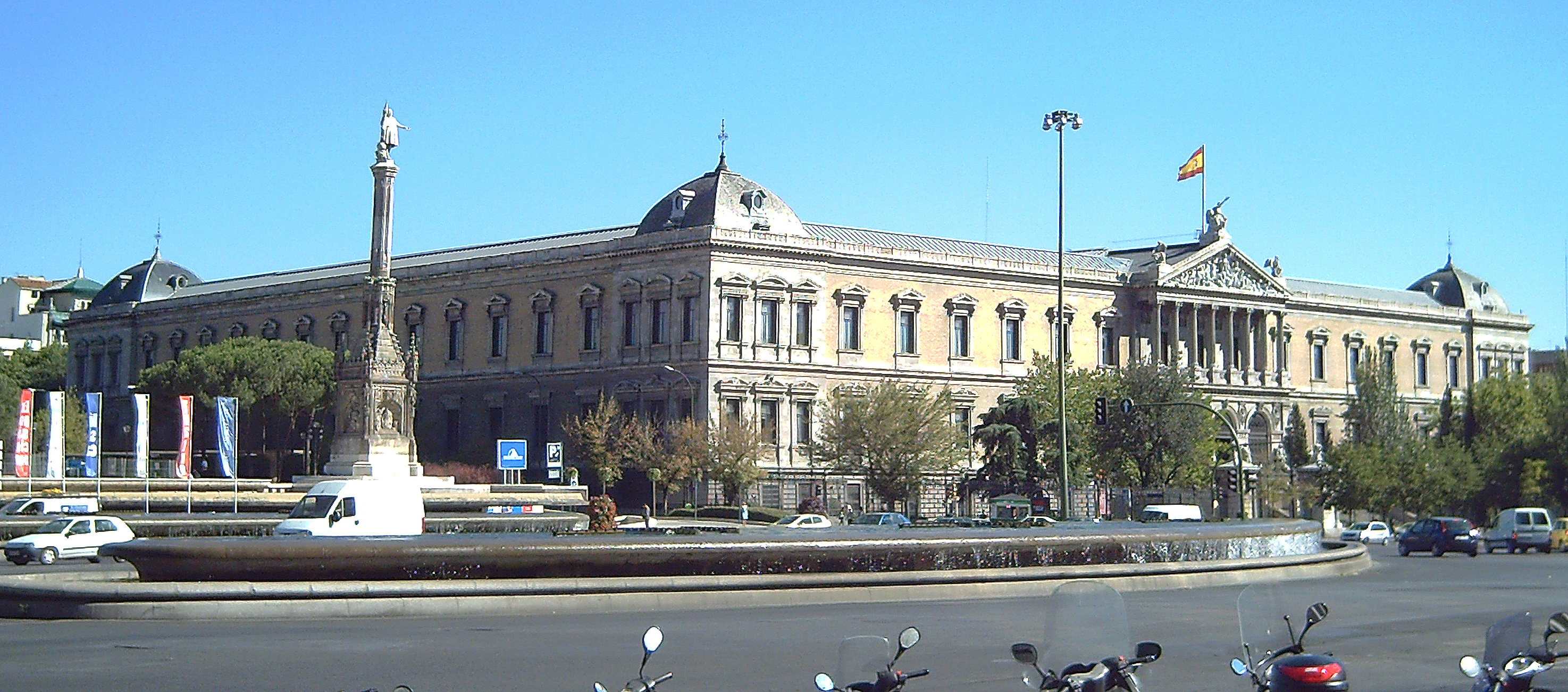
國家圖書館（ 西班牙）
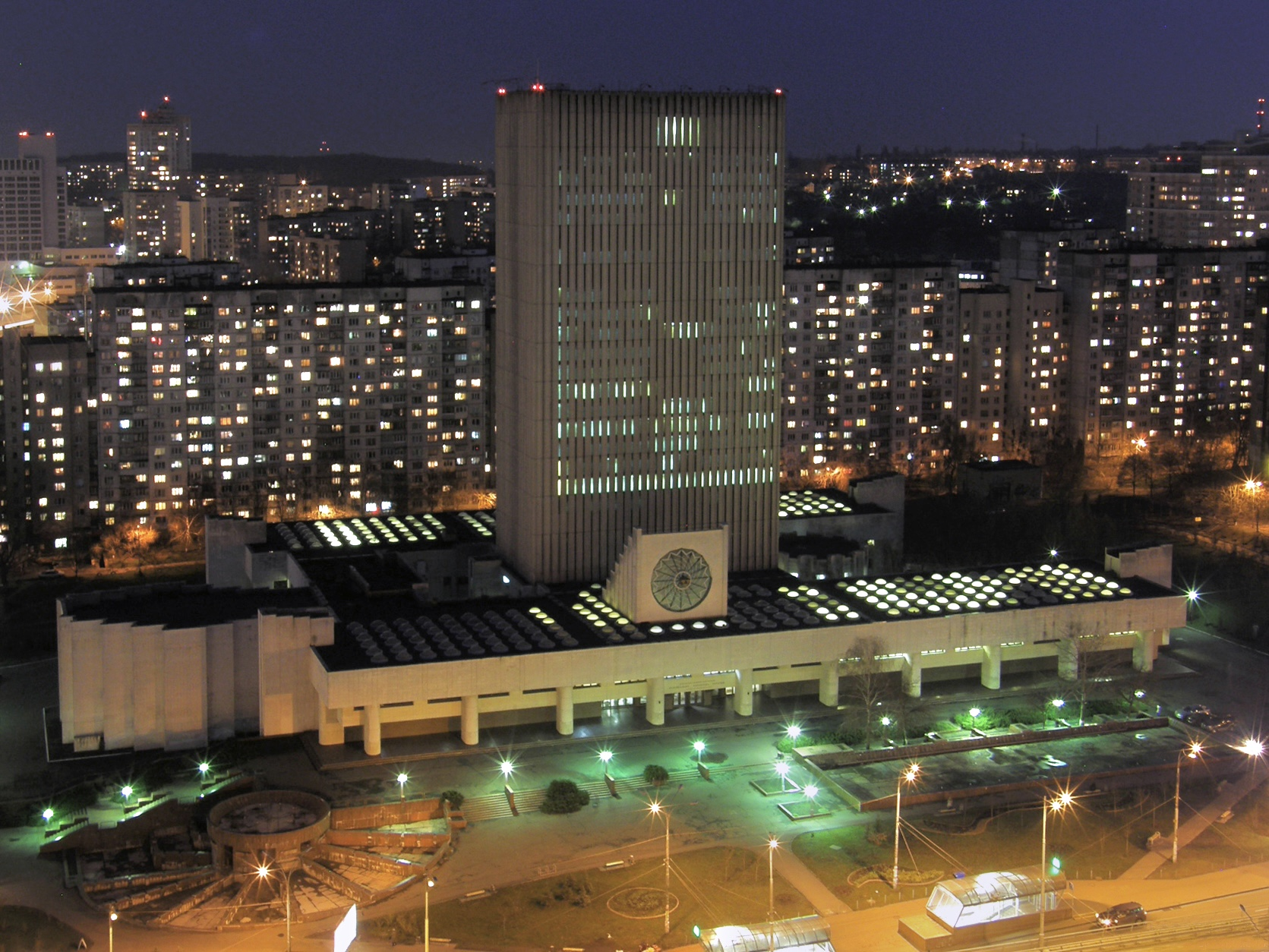
乌克兰维尔纳茨基国家图书馆（ 乌克兰）
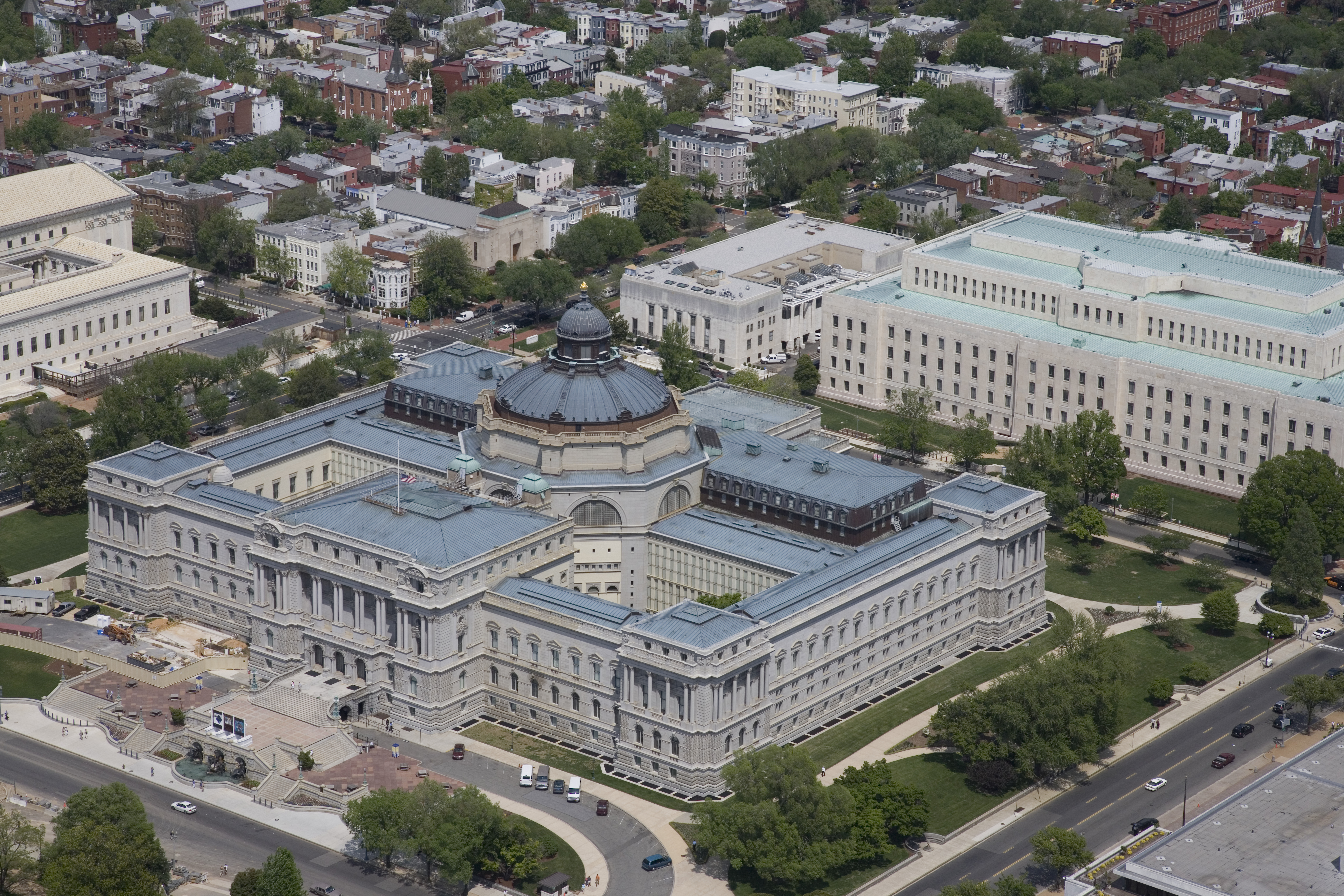
國會圖書館（ 美国）
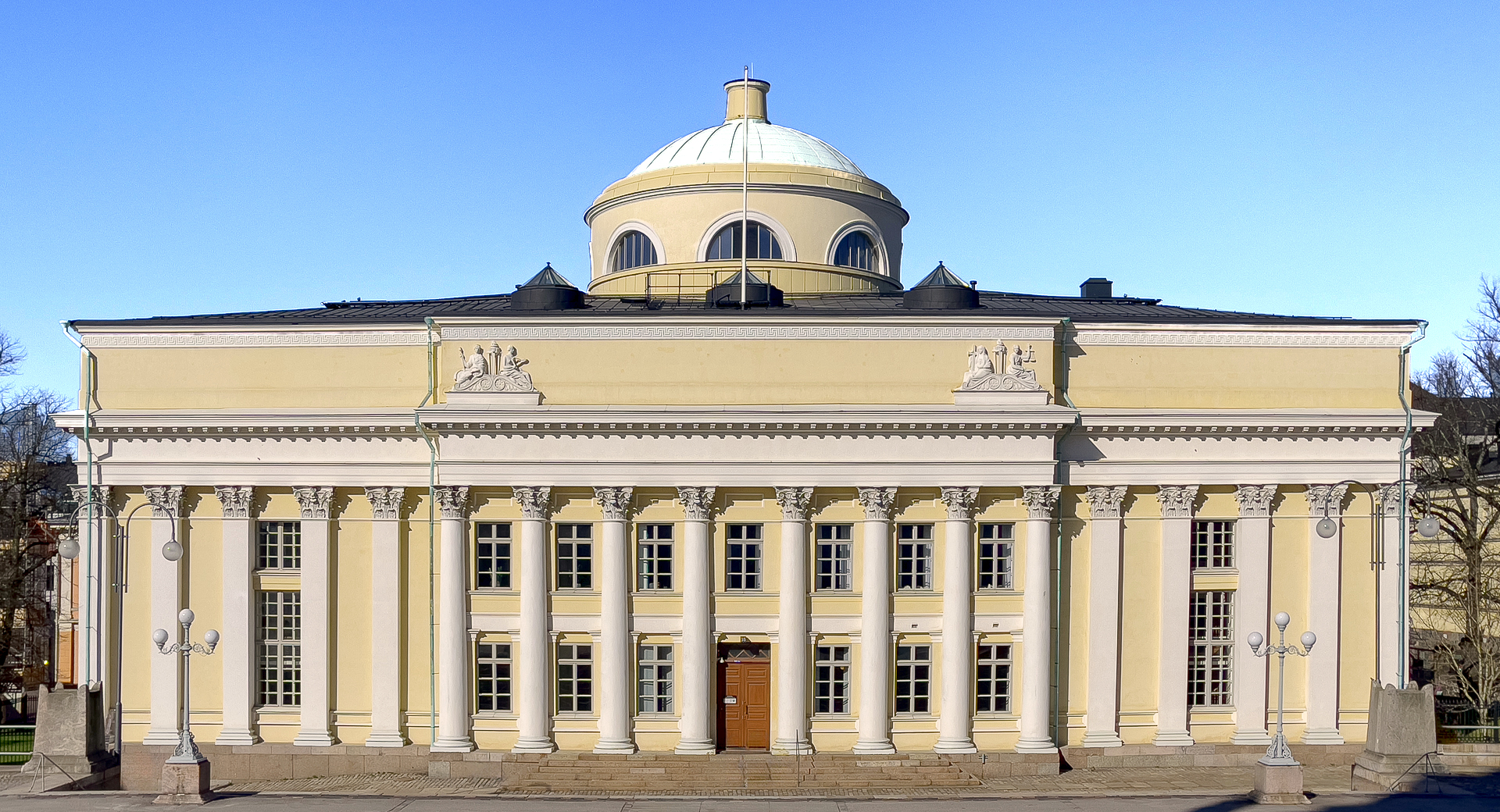
國家圖書館（ 芬兰）
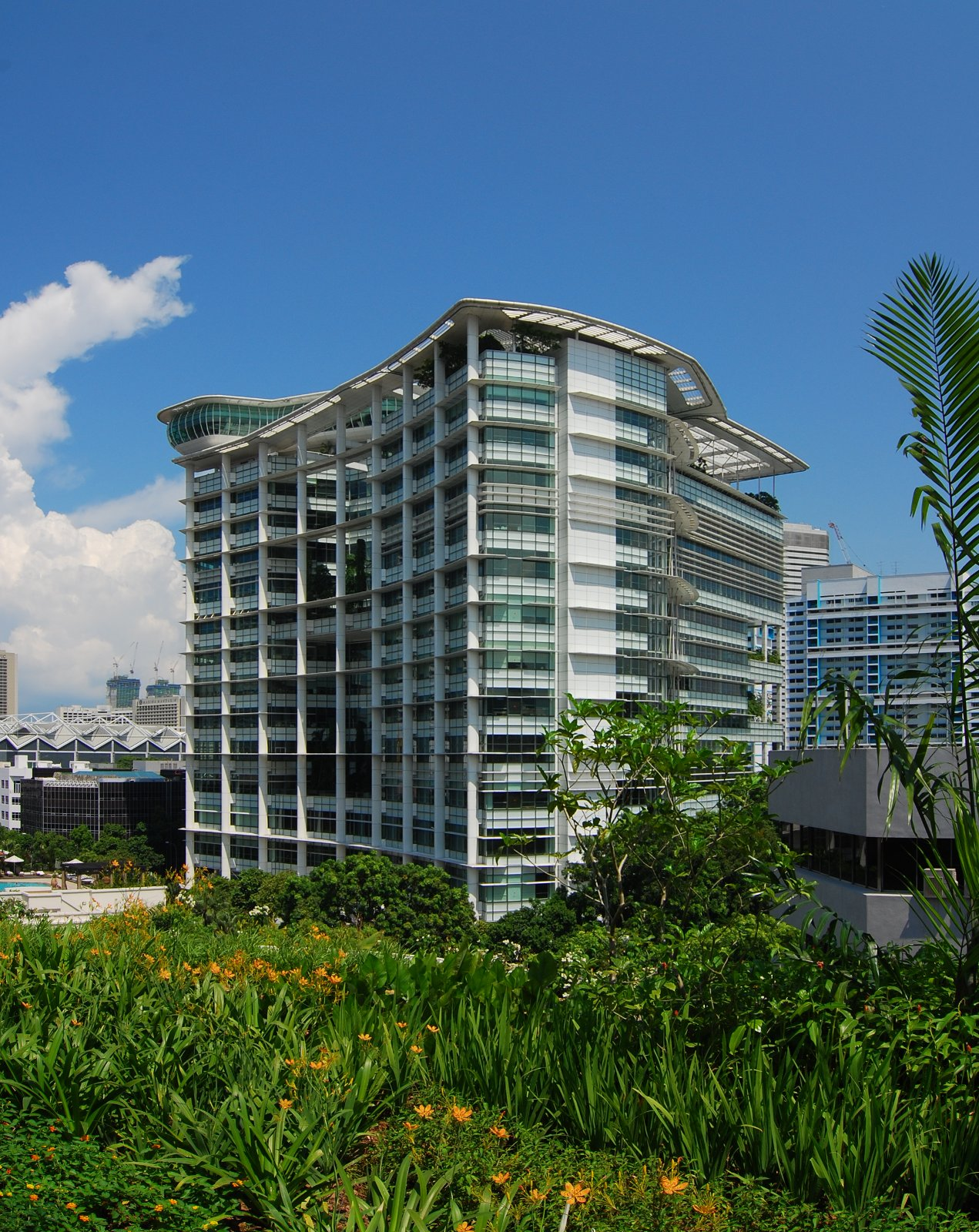
國家圖書館（ 新加坡）
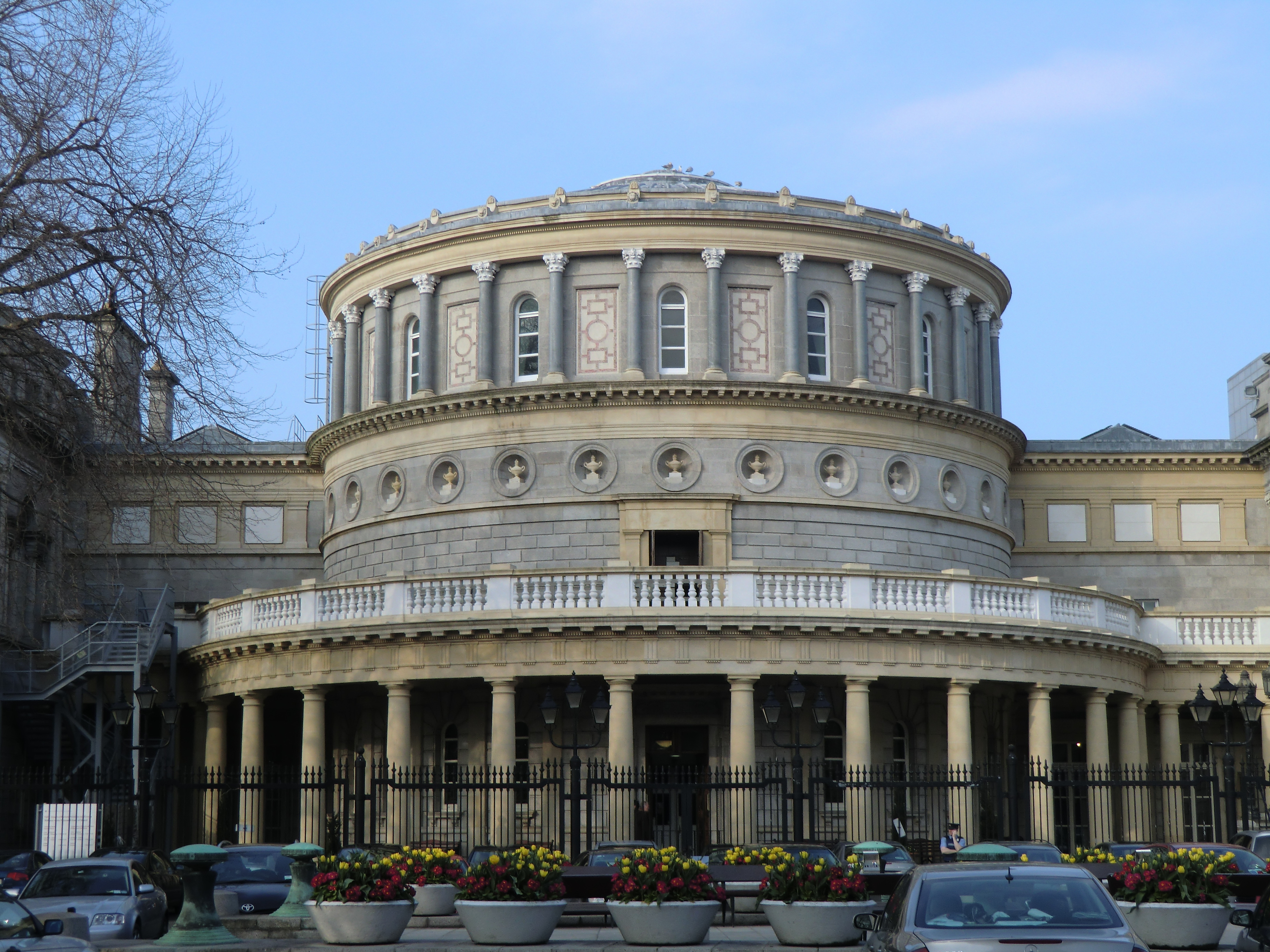
國家圖書館（ 爱尔兰）

## 外部連結
各國/地區的國家級圖書館：
| |                                                                                        |
| - 美國 國會圖書館（页面存档备份，存于） - 英國 英國圖書館（页面存档备份，存于） - 以色列国家图书馆（页面存档备份，存于） - 日本 國立國會圖書館（页面存档备份，存于） | - 中华民国 国家图书馆（页面存档备份，存于） - 中国大陆 中国国家图书馆 - 香港中央圖書館 |